# Pere I de Bas
Pere I de Bas (?, - 1127), conegut també com a Pere Udalard, va ser el l'últim vescomte de Besalú del llinatge dels Milany.
Va succeir l'any 1123 al seu pare Udalard II de Besalú, i va abandonar aquesta intitulació per a substituir-la per la de vescomte de Bas.
Va morir sense descendència i el vescomtat va passar a la germana del seu avi, Beatriu de Milany, muller de Ponç I de Cervera.